# گاوداری حمید فرح‌بخش
گاوداری حمید فرح‌بخش یک منطقهٔ مسکونی در ایران است که در دهستان قناتغستان واقع شده‌است. گاوداری حمید فرح‌بخش ۸ نفر جمعیت دارد.